# Unternehmensteuerreform 2008 in Deutschland
Die Unternehmensteuerreform 2008 in Deutschland ist ein Bündel gesetzgeberischer Maßnahmen, die mit dem Unternehmensteuerreformgesetz 2008 umgesetzt wurden.

## Gesetzgebungsverfahren
Der Gesetzentwurf wurde am 14. März 2007 vom Bundeskabinett beschlossen. Das Gesetz wurde am 25. Mai 2007 vom Bundestag verabschiedet. Der Bundesrat hat dem Gesetz am 6. Juli 2007 zugestimmt. Es trat am 1. Januar 2008 bzw. im Fall der Abgeltungsteuer am 1. Januar 2009 in Kraft.

## Ziel der Steuerreform
Die Unternehmensteuerreform verfolgte nach der Regierungsbegründung im Wesentlichen die folgenden Ziele:
- Steigerung der Attraktivität des Wirtschaftsstandortes Deutschland durch Senkung der tariflichen Ertragsteuerbelastung für Unternehmen
- Rechtsformneutralität (Belastungsneutralität) und Finanzierungsneutralität der Unternehmensbesteuerung
- Verbesserung der Planungssicherheit für Unternehmen und öffentliche Haushalte

Die nominale Steuerbelastung der Kapitalgesellschaften sank ab 2008 von 38,6 % auf 29,8 %. Dieser Wert gilt für einen Referenz-Hebesatz von 400 Prozentpunkten bei der Gewerbesteuer. Die tatsächliche Steuerbelastung konnte je nach Kommune abweichen.
Durch die Möglichkeit einen niedrigeren Steuersatz auf einbehaltene Gewinne zu wählen, wurden Personenunternehmen (Personengesellschaften und Einzelunternehmer) entlastet (Thesaurierungsbegünstigung): Sofern ein entsprechender Antrag gestellt wird, beträgt der Steuersatz 28,25 % statt des tariflichen Einkommensteuersatz, der bei Einkommen über 250.000 Euro bis zu 45 % betragen kann. Der Prozentsatz von 28,25 % entspricht den o. g. 29,8 %. Damit will der Gesetzgeber eine Benachteiligung gegenüber Kapitalgesellschaften vermeiden. Im Falle der Entnahme wird der entnommene Gewinn mit 25 % nachversteuert. Die Nachversteuerung ist somit analog zu der Besteuerung von Ausschüttungen aus Kapitalgesellschaften geregelt, die mit 25 % Abgeltungssteuer belastet sind. Damit sollen thesaurierende Personenunternehmen gegenüber Kapitalgesellschaften gleichgestellt werden. Ob durch die Thesaurierungsbegünstigung eine steuerliche Entlastung eintritt, hängt von dem Zeitpunkt der späteren Entnahme der thesaurierten Gewinnen und dem persönlichen Steuersatz der Gesellschafter ab, da die Gesamtsteuerbelastung mit 46,375 % in jedem Fall höher ist als die tarifliche Belastung mit Einkommensteuer.   
Insgesamt sollte es für die Wirtschaft zu einer Nettoentlastung von 5 Milliarden Euro kommen, die jedoch sehr ungleich verteilt war: Die Tarifsenkung half Kapitalgesellschaften mit viel Eigenkapital und wenig Verbindlichkeiten sowie mit hohen Gewinnen. Auch dauerhaft ertragreiche Personenunternehmen sollten erheblich von der Thesaurierungsrücklage profitieren. Dagegen wurde es durch die neuen Hinzurechnungen zu Mehrbelastungen insbesondere bei der Gewerbesteuer bei Unternehmen kommen, die hohe Mieten, Pachten oder Leasingraten zahlen.

## Prognostizierte Kosten und Finanzierung
Das Bundesfinanzministerium berechnete für das Jahr 2008 steuerliche Mindereinnahmen von 6,6 Milliarden Euro, sowie 7,1 und 5,3 Milliarden Euro in den beiden Folgejahren. Die Netto-Entlastung der Unternehmen war langfristig auf rund 5 Milliarden Euro pro Jahr angesetzt.
Zur Gegenfinanzierung sollten unter anderem der Wegfall des Betriebsausgabenabzugs der Gewerbesteuer, die Abschaffung der degressiven Abschreibung und die so genannte Zinsschranke dienen. Zum Ausgleich der Gewerbesteuermindereinnahmen der Kommunen wurde der Vervielfältiger der Gewerbesteuerumlage temporär abgesenkt.

## Einzelmaßnahmen
- Senkung des bisherigen Körperschaftsteuersatzes von 25 % auf 15 %
- Einführung einer Zinsschranke
- Das bisherige Halbeinkünfteverfahren wird zum Teileinkünfteverfahren (60 % der Erlöse sind steuerpflichtig) und gilt nur noch für Gewinnausschüttungen, Veräußerungsgewinne etc. im Zusammenhang mit Beteiligungen an Kapitalgesellschaften, die sich im Betriebsvermögen von Einzelunternehmen oder Personengesellschaften befinden oder für Gewinne aus der Veräußerung privater Beteiligungen im Sinne des § 17 EStG (Beteiligung von mindestens 1 % am Gesellschaftskapital innerhalb der letzten fünf Jahre)
- Wegfall der Bestimmungen zur Gesellschafter-Fremdfinanzierung
- Sondersteuersatz von 28,25 % zzgl. Solidaritätszuschlag und ggf. Kirchensteuer für einbehaltene Gewinne bei Einzelunternehmern und Mitunternehmern von Personengesellschaften (Thesaurierungsbegünstigung). Werden diese thesaurierten Gewinne später entnommen, erfolgt eine Nachversteuerung mit einem Steuersatz von 25 %
- Senkung der Gewerbesteuermesszahl von 5 % auf 3,5 %
- Anhebung des Anrechnungsfaktors der Gewerbesteuer bei der Einkommensteuer von 1,8 auf 3,8 und Begrenzung der Anrechnung auf die tatsächlich gezahlte Gewerbesteuer
- Wegfall des Betriebsausgabenabzugs der Gewerbesteuer
- Wegfall des Staffeltarifs bei der Gewerbesteuer
- Wegfall der 50-prozentigen Hinzurechnung von Dauerschuldzinsen bei der Gewerbesteuer. Im Gegenzug dafür Hinzurechnung von 25 % sämtlicher Fremdkapitalzinsen sowie von 25 % der Finanzierungsanteile von Mieten, Pachten, Leasingraten und Lizenzgebühren bei der Gewerbesteuer
- Sicherung des nationalen Steuersubstrats sowie Regelungen zu Funktionsverlagerungen, Mantelkauf und zur Wertpapierleihe
- Abschaffung der degressiven Abschreibung
- Begrenzung der Sofortabschreibung für geringwertige Wirtschaftsgüter
- Einführung eines Investitionsabzugsbetrags im Rahmen der Sonderabschreibungen nach § 7g EStG. Anhebung der Betriebsvermögensgrenze auf 235.000 €
- Einführung einer 25-prozentigen Abgeltungsteuer auf private Kapitalerträge und Wertpapier-Veräußerungsgewinne ab 2009; in diesem Zusammenhang werden die Voraussetzungen für den Kontenabruf durch Behörden und Gerichte neu geregelt.

## Kritik
- Gravierende nachteilige Folgen wurden insbesondere für den Facheinzelhandel in Innenstädten befürchtet. Ursache hierfür war die Hinzurechnung eines Teils des Finanzierungsanteils der Mieten, Pachten und Leasing-Raten zum Gewerbeertrag. Dadurch konnte insbesondere der Einzelhandel in teuren Citylagen im Gesamtergebnis der Unternehmensteuerreform mehr be- als entlastet werden. Als Reaktion auf diese Kritik wurde der Finanzierungsanteil von Mieten und Pachten von ursprünglich 75 % auf zunächst 65 % (2009) und dann 50 % (ab 2010) gesenkt.
- Der Anrechnungsfaktor bei der Einkommensteuer wurde als zu niedrig angesehen. Bei dem vorgesehenen Faktor von 3,8 war Belastungsneutralität nur bis zu einem Gewerbesteuerhebesatz von 380 Prozent gewährleistet. Das bedeutete für Großstädte mit Hebesätzen von deutlich mehr als 380 Prozent einen Standortnachteil.
- Weiter wurde befürchtet, dass die Verschlechterung der Abschreibungsbedingungen Realinvestitionen gegenüber Finanzinvestitionen benachteiligt.
- Die Unternehmensteuerreform 2008 würde nach Schätzung des Steuerexperten Lorenz Jarass nicht 5 Milliarden Euro, sondern über 10 Milliarden Euro Steuerausfälle pro Jahr verursachen.[1] Zum einen wurde die Regelung zu Funktionsverlagerungen als überwiegend wirkungslos prognostiziert und der erhoffte Selbstfinanzierungseffekt (von 3,5 Milliarden Euro) als reiner Hoffnungswert abgelehnt. Zum anderen bewirke die Abschaffung der degressiven Abschreibung keine dauerhafte Steuererhöhung von 3 Milliarden Euro (wie geplant), sondern führe nur zu einem Vorziehen von Steuereinnahmen, denen in späteren Jahren entsprechend niedrigere Steuereinnahmen gegenüberständen.

## Reform der Reform
Auf Initiative des Finanzausschusses des Bundesrats vom 3. April 2009 war es im Rahmen des Bürgerentlastungsgesetzes zu Entschärfungen der Unternehmenssteuerreform gekommen (BR-Drucksache 168/1/09):
- Zeitlich begrenzte Anhebung der Freigrenze bei der Zinsschranke von derzeit 1 Million Euro (§ 4h Abs. 2 Buchst. a EStG) auf 3 Millionen Euro für die Veranlagungszeiträume 2008 bis 2010;
- Vorübergehende Einfügung einer Klausel, die die Verlustvorträge (§ 8c KStG) im Sanierungsfall erhält.

Die Verabschiedung des Gesetzes erfolgte am 19. Juni 2009.
Durch das Wachstumsbeschleunigungsgesetz gelten die oben genannten Korrekturen nunmehr dauerhaft, außerdem wurde z. B. die Hinzurechnung von Mieten bei der Gewerbesteuer abgemildert.